# Sunk Loto
Sunk Loto foi uma banda de metal alternativo formada em Queensland, Austrália.

## Integrantes
- Jason Brown – vocal
- Luke McDonald – guitarra
- Sean Van Gennip – baixo
- Dane Brown – bateria

## Discografia
Álbuns de estúdio
- 2000: Big Picture Lies
- 2003: Between Birth and Death

EP
- 1999: Society Anxiety

Singles
- 2003: "Everything Everyway"